# Wereldkampioenschap schaken 2024
Het Wereldkampioenschap schaken van 2024 was een tweekamp die van 25 november tot 12 december 2024 werd gehouden in Singapore. Dommaraju Gukesh, de winnaar van het kandidatentoernooi, won van titelverdediger Ding Liren.

## Kandidatentoernooi
Het kandidatentoernooi werd van 3 t/m 22 april 2024 gespeeld in Toronto, Canada. De spelers voor het kandidatentoernooi werden volgens een nieuwe opzet geselecteerd.

### Deelnemers
| Kwalificatie                                                          | Speler                          | FIDE-rating |
| --------------------------------------------------------------------- | ------------------------------- | ----------- |
| Verliezer match Wereldkampioenschap schaken 2023                      | Jan Nepomnjasjtsjii             | 2758        |
| Drie hoogst geëindigde spelers FIDE Wereldbeker 2023                  | Rameshbabu Praggnanandhaa       | 2747        |
| Drie hoogst geëindigde spelers FIDE Wereldbeker 2023                  | Fabiano Caruana                 | 2803        |
| Drie hoogst geëindigde spelers FIDE Wereldbeker 2023                  | Magnus Carlsen (teruggetrokken) | 2830        |
| Drie hoogst geëindigde spelers FIDE Wereldbeker 2023                  | Nijat Abasov                    | 2632        |
| Twee hoogst geëindigde spelers in de FIDE Grand Swiss Tournament 2023 | Vidit Gujrathi                  | 2727        |
| Twee hoogst geëindigde spelers in de FIDE Grand Swiss Tournament 2023 | Hikaru Nakamura                 | 2789        |
| Best presterende speler in het FIDE-Circuit 2023                      | Dommaraju Gukesh                | 2743        |
| Speler met de hoogste rating                                          | Alireza Firouzja                | 2760        |

### Eindstand
| Naam                      | Punten | SB  | 1 | 2 | 3 | 4  | 5  | 6  | 7  | 8  |
| ------------------------- | ------ | --- | - | - | - | -- | -- | -- | -- | -- |
| Dommaraju Gukesh          | 9      | 57  | * | 1 | 1 | 1  | 1½ | 1½ | 1  | 2  |
| Hikaru Nakamura           | 8½     | 56  | 1 | * | 1 | 1½ | 1½ | 0  | 2  | 1½ |
| Jan Nepomnjasjtsjii       | 8½     | 56  | 1 | 1 | * | 1  | 1  | 2  | 1½ | 1  |
| Fabiano Caruana           | 8½     | 54  | 1 | ½ | 1 | *  | 1½ | 1½ | 1½ | 1½ |
| Rameshbabu Praggnanandhaa | 7      | 42½ | ½ | ½ | 1 | ½  | *  | 1½ | 1  | 2  |
| Vidit Gujrathi            | 6      | 40¼ | ½ | 2 | 0 | ½  | ½  | *  | 1½ | 1  |
| Alireza Firouzja          | 5      | 32¾ | 1 | 0 | ½ | ½  | 1  | ½  | *  | 1½ |
| Nijat Abasov              | 3½     | 25½ | 0 | ½ | 1 | ½  | 0  | 1  | ½  | *  |

Gukesh was met zeventien jaar de jongste winnaar van het kandidatentoernooi ooit.

## Tweekamp
Ding en Gukesh speelden hun tweekamp van 25 november tot 12 december 2024 in Singapore.
| Speler           | Rating | 1 25/11 | 2 26/11 | 3 27/11 | 4 29/11 | 5 30/11 | 6 1/12 | 7 3/12 | 8 4/12 | 9 5/12 | 10 7/12 | 11 8/12 | 12 9/12 | 13 11/12 | 14 12/12 | TB 13/12 | Totaal |
| ---------------- | ------ | ------- | ------- | ------- | ------- | ------- | ------ | ------ | ------ | ------ | ------- | ------- | ------- | -------- | -------- | -------- | ------ |
| Ding Liren       | 2728   | 1       | ½       | 0       | ½       | ½       | ½      | ½      | ½      | ½      | ½       | 0       | 1       | ½        | 0        | -        | 6½     |
| Dommaraju Gukesh | 2783   | 0       | ½       | 1       | ½       | ½       | ½      | ½      | ½      | ½      | ½       | 1       | 0       | ½        | 1        | -        | 7½     |

### Partijen
1. Gukesh krijgt met wit in een Franse partij ECO-code C11 geen overwicht, speelt de verkeerde toren en verliest, Ding wint met zwart in 42 zetten: stand 1–0.
2. Ding speelt Italiaans ECO-code C50 en Gukesh houdt na 23 zetten remise vanwege driemaal dezelfde stelling: stand 1½–½.
3. Gukesh speelt Damegambiet, ECO-code D35, kan een loper insluiten en Ding overschrijdt de toegestane bedenktijd van 2 uur in een hopeloze stelling op zet 37: stand 1½–1½.
4. Ding opent met de Nimzowitsch-Larsenaanval ECO-code A06, maar bereikt niets: na 42 zetten driemaal dezelfde stelling, remise: stand 2-2.
5. Ding speelt weer de Franse verdediging en Gukesh kiest voor de ruilvariant met latere transpositie naar de Alapinvariant van de Siciliaanse verdediging, ECO-code B22. Na 40 zetten bereiken ze driemaal dezelfde stelling in een eindspel met ongelijke lopers: remise: stand 2½–2½
6. Ding opent met het London-systeem ECO-code D02, maar bereikt niets: na 46 zetten remise door driemaal dezelfde stelling: stand 3–3.
7. Gukesh opent met een flankspel en Ding verdedigt met Grünfeld-Indisch ECO-code D78, neemt een vergiftigde pion, komt in moeilijkheden en verliest een pion. Beide spelers missen soms de sterkste voortzetting en in tijdnood bereiken ze op zet 72 remise door dode stelling. Stand 3½–3½.
8. Ding opent met de Engels ECO-code A21 en verwerft het loperpaar, verliest een pion en wint een kwaliteit. Gukesh ontwijkt remise door driemaal dezelfde stelling, maar op zet 51 bereiken ze een eindspel met ongelijke lopers: remise. Stand: 4-4.
9. Gukesh opent met Catalaans en Ding verdedigt met Bogo-indisch ECO-code E11. Op zet 54 bereiken ze remise door dode stelling. Stand: 4½–4½.
10. Ding opent weer met het London-systeem, en na transpositie ontstaat ECO-code D37. Op zet 36 maken ze remise door driemaal dezelfde stelling. Stand: 5-5.
11. Gukesh opent met Réti ECO-code A09 en wint in 29 zetten na een blunder van Ding. Stand: 5–6.
12. Ding opent met het Engels, ECO-code A13 en wint op  positionele wijze in 39 zetten. Stand: 6–6.
13. Ding verdedigt zich weer met Frans ECO-code C11 en Gukesh moet na 68 zetten berusten in remise door driemaal dezelfde stelling. Stand: 6½–6½.
14. Ding opent met flankspel en bereikt door transpositie ECO-code D02. Ding probeert in het eindspel met een pion minder remise te forceren, maar maakt een grote fout en moet op zet 58 opgeven. Eindstand: 6½–7½. De 18-jarige Gukesh is de nieuwe wereldkampioen, de jongste ooit.